# 包 (緬甸)
包為緬甸馬圭省木各具縣包鎮的城市，該城市為包鎮之首府。包坐落在鳩河西岸與堯河之交匯處上方。
該城市設立於1840年。而當地機場之國際民航組織機場代碼為「VYPK」（国际航空运输协会机场代码：PAU）。

## 延伸閱讀
- Winston, W. R. (1892) Four years in Upper Burma C.H. Kelly, London, pages 241-242 （页面存档备份，存于）, OCLC 6444125

## 外部連結
- "Pauk Map — Satellite Images of Pauk" （页面存档备份，存于） Maplandia